# Rose Namayanja
Namayanja Rose Nsereko (sinh ngày 18 tháng 8 năm 1975) là một luật sư, chuyên mục, tác giả, giám đốc khu vực an ninh và chính trị gia người Uganda. Bà là Thủ quỹ Quốc gia hiện tại của đảng cầm quyền ở Uganda, Phong trào Kháng chiến Quốc gia (NRM).
Namayanja là cựu Bộ trưởng Thông tin và Hướng dẫn Quốc gia trong Nội các của Uganda, một vị trí mà cô ấy nắm giữ từ ngày 23 tháng 5 năm 2013, cho đến ngày 1 tháng 3 năm 2015. Trước đó, bà từng là Bộ trưởng Bộ Ngoại giao cho Tam giác Luwero tại văn phòng Thủ tướng, từ ngày 27 tháng 5 năm 2011 đến ngày 24 tháng 5 năm 2013. Bà thay thế Thembo Nyombi, người được bổ nhiệm làm Bộ trưởng Công nghệ Thông tin. Namayanja cũng từng là thành viên của Quốc hội được bầu cho Đại diện Phụ nữ Quận Nakaseke từ năm 2006 đến 2016. Cô là một thành viên sáng lập của Đảng Dân chủ Trẻ (UYD), cánh trẻ của Đảng Dân chủ (DP) của Uganda, được biết đến với chủ nghĩa cấp tiến vào giữa những năm 1990.

## Bối cảnh và giáo dục
Namayanja sinh ra ở Kalagi, một ngôi làng thuộc quận Nakaseke (một trong những quận Tamwero) vào ngày 18 tháng 8 năm 1975 với cha mẹ là Jackson Ssebowa và Catherine Namirembe Ssebowa. Là một người bộ lạc Muganda, bà được sinh ra trong một gia đình Anh giáo. Bà chuyển đổi sang Giáo hội Cơ Đốc Phục Lâm khi còn học trung học. Bà theo học tại Nhà thờ Kabowa của Trường tiểu học Uganda và Light College Katikamu. Bà có bằng Cử nhân Nghệ thuật (1998) và Cử nhân Luật (2011), cả hai đều từ Đại học Makerere, trường đại học công lập lâu đời nhất và lớn nhất ở Uganda. Bà cũng có bằng Thạc sĩ Khoa học (2010), về Quản lý ngành An ninh, lấy từ Đại học Cranfield, Học viện Quốc phòng Vương quốc Anh.

## Sự nghiệp
Trước khi có sự nghiệp chính trị cao cấp, Namayanja làm việc như một nhà đăng ký học thuật cho Văn phòng kế toán ánh sáng năm 1998. Từ năm 1999 đến 2001, bà làm nhân viên chính trị tại Nhà nước Kampala. Namayanja bắt đầu sự nghiệp chính trị của mình với tư cách là một sinh viên và lãnh đạo thanh niên tại Đại học Makerere năm 1995. Bàlà một thành viên sáng lập của Đảng Dân chủ Trẻ tuổi (UYD), cánh trẻ của Đảng Dân chủ (DP) của Uganda. Theo Namayanja, bà đã có cảm hứng từ những người trẻ tuổi trong chính trị như Noble Mayombo và hơn nữa từ những người phụ nữ mạnh mẽ trong chính trị như cựu phó chủ tịch của Uganda TS Specioza Naigaga Wandira Kazibwe, Winnie Byanyima, Janat Mukwaya và Cecilia Ogwal. Mong muốn đóng góp để xây dựng lại Tam giác Luwero, quê hương và nhà hát Yoweri Museveni đã khiến Namayanja nhắm đến các vị trí chính trị có ảnh hưởng hơn. 